# Oracle VM Server for SPARC
論理ドメイン（ろんりドメイン、英: Logical Domains、LDoms、LDOM）はSPARC V9プロセッサのためのサーバ仮想化とパーティショニング技術である。これは、2007年4月にサン・マイクロシステムズによって最初にリリースされた。 2010年1月にオラクルがサンを買収した後、この製品はバージョン2.0以降はOracle VM Server for SPARCとしてブランド名が変更になった。
各ドメインは、ハードウェアリソースの再構成可能なサブセットを備えた完全な仮想マシンである。ドメインは、実行中にサーバ間で安全にライブマイグレーションできる。論理ドメイン内で実行されているオペレーティングシステムは、個別に起動、停止、および再起動できる。実行中のドメインを動的に再構成して、再起動せずにCPU、RAM、またはI/Oデバイスを追加または削除ができる。動的リソース管理を使用すると、CPUリソースを必要に応じて自動的に再構成できる。

## サポートされているハードウェア
SPARCハイパーバイザーは、sun4vアーキテクチャーで導入されたハイパー特権実行モードで実行される。 2015年10月の時点でリリースされたsun4vプロセッサは、UltraSPARC T1、T2、T2+ 、T3、 T4、T5、M5、M6、M10、およびM7である。 UltraSPARC T1に基づくシステムは、論理ドメインバージョン1.0〜1.2のみをサポートする。 新しいタイプのTシリーズサーバは、古い論理ドメインと新しいOracle VM Server for SPARCバージョン2.0以降の両方をサポートする。これらには以下が含まれる：
UltraSPARC T1-based:
- Sun / Fujitsu SPARC Enterprise T1000 and T2000 servers
- Sun Fire T1000 and T2000 servers
- Netra T2000 Server
- Netra CP3060 Blade
- Sun Blade T6300 Server Module

UltraSPARC T2-based:
- Sun / Fujitsu SPARC Enterprise T5120 and T5220 servers
- Sun Blade T6320 Server Module
- Netra CP3260 Blade
- Netra T5220 Rackmount Server

UltraSPARC T2 Plus systems:
- Sun / Fujitsu SPARC Enterprise T5140 and T5240 servers (2ソケット)
- Sun / Fujitsu SPARC Enterprise T5440 (4ソケット)
- Sun Blade T6340 Server Module (2ソケット)

SPARC T3 systems:
- Sun / Fujitsu SPARC T3-1 servers (1ソケット)
- Sun SPARC T3-1B Server Module (1ソケット)
- Sun / Fujitsu SPARC T3-2 servers (2ソケット)
- Sun / Fujitsu SPARC T3-4 servers (4ソケット)

SPARC T4 systems
- SPARC T4-1 Server (1ソケット)
- SPARC T4-1B Server Module (blade)
- SPARC T4-2 Server (2ソケット)
- SPARC T4-4 Server (4ソケット)

SPARC T5 systems
- SPARC T5-1B Server Module (blade)
- SPARC T5-2 Server (2ソケット)
- SPARC T5-4 Server (4ソケット)
- SPARC T5-8 Server (8ソケット)

SPARC T7 systems, which use the same SPARC M7 processor as the M7-8 and M7-16 servers listed below.
- SPARC T7-1 (1 CPUソケット)
- SPARC T7-2 (2 CPUソケット)
- SPARC T7-4 (4 CPUソケット)

SPARC M-Series systems
- Oracle SPARC M5-32 Server (32ソケット)
- Oracle SPARC M6-32 Server (32ソケット)
- Fujitsu M10-1 (1ソケット)
- Fujitsu M10-4 (4ソケット)
- Fujitsu M10-4S (64ソケット)
- Oracle SPARC M7-8 (8 CPUソケット)
- Oracle SPARC M7-16 (16 CPUソケット)

## 論理ドメインロール
割り当てられているロールを除いて、すべての論理ドメインは同じである。論理ドメインが実行できるロールは複数ある。たとえば、次のようなものである。
- 制御ドメイン
- サービスドメイン
- I/Oドメイン
- ルートドメイン
- ゲストドメイン

## サポートされているゲストオペレーティングシステム
ベンダーが論理ドメイン内での実行をサポートしているオペレーティングシステムは、 Solaris 10 11/06以降のアップデート、およびすべてのSolaris 11リリースのみである。
公式にはサポートされていないが、以下のオペレーティングシステムは論理ドメイン内で実行できる可能性がある。
- Debianポート[12]バージョン
- OpenSolaris 2009.06
- Illumosから派生したリリース
- Ubuntu Linux Server Edition
- OpenBSD 4.5以降[13]
- Wind River Linux3.0 [14]
- Oracle Linux for SPARC [15]